# Palazzo Cirillo
Il Palazzo Cirillo è un edificio storico di Napoli, ubicato in vico Fossi a Pontenuovo, poco lontano dalla nevralgica Via Foria.

## Storia e descrizione
Il palazzo si lega indissolubilmente alla famiglia Cirillo, originaria di Grumo Nevano. Pur non arrivando a detenere titoli nobiliari, né a possedere ingenti patrimoni terrieri, tale famiglia era riuscita a costruirsi le sue fortune attraverso l'onesto esercizio pluri-generazionale della professione medica e l'interesse per le discipline naturalistiche. A costruirlo fu Liborio Cirillo, il quale nel 1727 acquistò il suolo dalla famiglia Francone, principi di Ripa, a patto di contribuire all'apertura di una via tra le due proprietà. Due suoi discendenti (rispettivamente nipote e pronipote) che contribuirono al lustro della famiglia e all'abbellimento del giardino, che divenne una sorta di orto botanico privato, furono Santolo (1689-1755) e Domenico (1739-1799). Il primo svolse l'attività di pittore, formandosi probabilmente nella bottega del Solimena e lavorando per alcune tra le più prestigiose chiese cittadine (come la Cattedrale, San Paolo Maggiore, Santa Caterina a Formiello e Donnaregina Nuova); mentre il secondo compì una brillantissima carriera da medico presso l'Ospedale degli Incurabili e da professore universitario presso l'Università Federico II, aderendo agli ideali giacobini, ispirati dalla Rivoluzione Francese. Egli ricoprì un ruolo di primo piano nella formazione della Repubblica Napoletana del 1799, tanto da far parte della Commissione Legislativa. Tuttavia, con il ripristino della monarchia borbonica venne condannato a morte e un'orda di lazzari, emessa la sentenza, si riversò nel palazzo, saccheggiando e distruggendo gli arredi interni, il giardino e le carte di famiglia. L'edificio venne confiscato e donato a Scipione Lamarra, castellano del Carmine, a mo' di ricompensa per i sanguinari servizi svolti a favore della monarchia contro la repubblica. Tuttavia, sappiamo attraverso Michelangelo D'Ayala che suo padre Mariano nel 1860 visitò il palazzo, trovandovi una discendente, Anna Maria Di Niscia, coniugata in Bartolomucci, la quale era figlia di Francesca Cirillo, a sua volta figlia di Nicola, fratello di Domenico. Si può ipotizzare che il fratello superstite del grande medico riottenne almeno una parte del palazzo negli anni successivi con l'insediamento a Napoli della dinastia napoleonica.
Il palazzo si presenta come un edificio a due piani dal basamento listato, il quale è interrotto dall'elegante portale in piperno settecentesco. Oltrepassato quest'ultimo, ci si trova prima nell'androne, sulla cui volta si ammira ancora lo stemma affrescato dei Cirillo (scialbato per sfregio dal sopracitato Lamarra), e poi nel cortile a pianta rettangolare, chiuso sul fondo da una semplice scala aperta dalle tre ampie arcate ribassate per livello. Come in altri edifici civili del barocco napoletano, sopra le porte degli appartamenti si aprono delle nicchie circolari occupate da busti in stucco. Sotto la scala dovrebbe trovarsi un passaggio che conduce al giardino, certamente ridimensionato rispetto agli straordinari fasti botanici vissuti nel XVIII secolo grazie a tre generazioni di Cirillo.
Allo stato attuale il palazzo, adibito ad abitazioni private, è dignitosamente manutenuto e allo stesso tempo ignorato da qualsivoglia iniziativa turistico-culturale.

## Curiosità
Non è azzardato pensare a un Santolo Cirillo occupato ad affrescare gli ambienti della dimora di famiglia; tuttavia il saccheggio effettuato dalle orde lazzare nel 1799 causò quasi certamente la perdita di questi ipotizzabili lavori decorativi.